# Olympische Sommerspiele 1996/Leichtathletik – Marathon (Frauen)

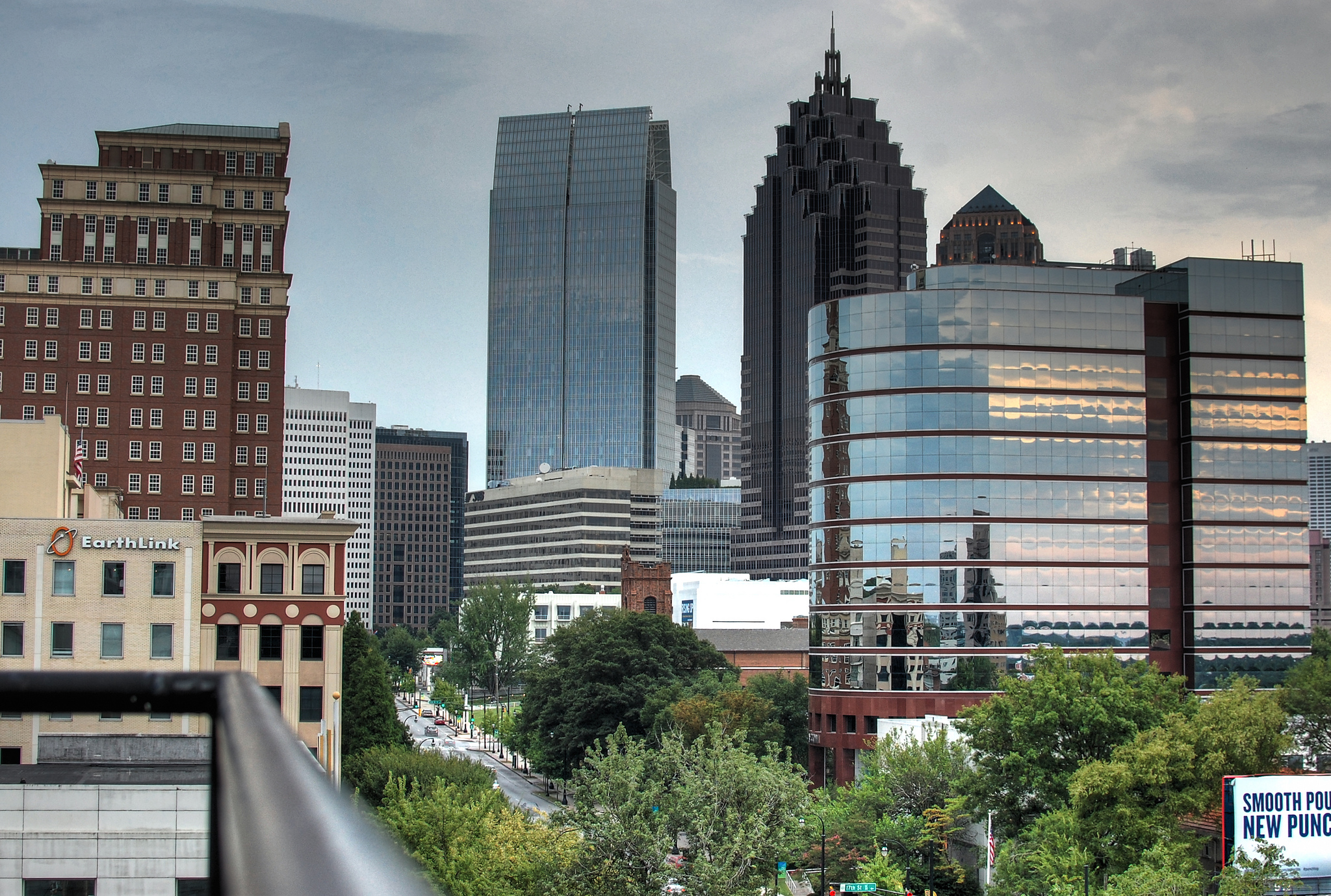
Die Peachtree Street in Midtown, Atlanta im Jahr 2012

Der Marathonlauf der Frauen bei den Olympischen Spielen 1996 in Atlanta wurde am 28. Juli 1996 ausgetragen. Start und Ziel waren das Centennial Olympic Stadium. 86 Läuferinnen gingen an den Start, 65 konnten das Rennen beenden.
Olympiasiegerin wurde die Äthiopierin Fatuma Roba. Sie gewann vor der Russin Walentina Jegorowa und der Japanerin Yūko Arimori.
Für Deutschland starteten Katrin Dörre-Heinig, Sonja Krolik und Uta Pippig. Dörre-Heinig belegte Rang vier, Krolik Rang acht, Pippig konnte das Rennen nicht beenden.

Die Schweiz wurde durch Nelly Glauser und Franziska Rochat-Moser vertreten. Rochat-Moser kam als Achtzehnte ins Ziel, Glauser auf Platz 34.

Athletinnen aus Österreich und Liechtenstein nahmen nicht teil.

## Aktuelle Titelträgerinnen
| Olympiasiegerin 1992                                     | Walentina Jegorowa ( EUN)                  | 2:32:41 h                                  | Barcelona 1992                             |
| Weltmeisterin 1995                                       | Maria Manuela Machado ( Portugal)          | 2:25:39 h                                  | Göteborg 1995                              |
| Europameisterin 1994                                     | Maria Manuela Machado ( Portugal)          | 2:29:54 h                                  | Helsinki 1994                              |
| Panamerikanische Meisterin 1995                          | Maria Trujillo ( USA)                      | 2:43:56 h                                  | Mar del Plata 1995                         |
| Zentralamerika und Karibik-Meisterin 1995 – Halbmarathon | Emma Cabrera ( Mexiko)                     | 1:17:13 h                                  | Guatemala-Stadt 1995                       |
| Südamerika-Meisterin 1995                                | Rita Madeiros da Silva ( Brasilien)        | 3:07:06 h                                  | Georgetown 1995                            |
| Asienmeisterin 1994                                      | Eriko Asai ( Japan)                        | 2:30:30 h                                  | Nagoya 1994                                |
| Afrikameisterin 1996                                     | Wettbewerb nicht im Meisterschaftsprogramm | Wettbewerb nicht im Meisterschaftsprogramm | Wettbewerb nicht im Meisterschaftsprogramm |
| Ozeanienmeisterin 1994 – Halbmarathon                    | Irene Wilson ( Neuseeland)                 | 1:25:38 h                                  | Auckland 1994                              |

### Bestehende Rekorde/Bestleistungen
Offizielle Rekorde wurden damals in dieser Disziplin außer bei Meisterschaften und Olympischen Spielen aufgrund der unterschiedlichen Streckenbeschaffenheiten nicht geführt.
| Weltbestzeit       | 2:21:06 h | Ingrid Kristiansen ( Norwegen) | London, Großbritannien | 21. April 1985 |
| Olympischer Rekord | 2:24:52 h | Joan Benoit ( USA)             | OS Los Angeles, USA    | 5. August 1984 |

Der bestehende olympische Rekord wurde bei diesen Spielen nicht erreicht. Die äthiopische Olympiasiegerin Fatuma Roba blieb mit ihren 2:26:05 h um 1:13 min über diesem Rekord. Zur Weltbestzeit fehlten ihr 4:59 min.

## Streckenführung
Der Rennstart lag im Centennial Olympic Stadium, wo zunächst dreieinhalb Runden zurückzulegen waren, bevor es aus dem Stadion heraus auf der Capitol Avenue Richtung Norden ging. Nach dem Überqueren der Kreuzung Interstate 20/Interstate 85 führte die Route auf der Piedmont Avenue vorbei an der Georgia State University. Die weitere Strecke verlief Richtung Osten, anschließend in einem Bogen zurück zur Piedmont Avenue. Es ging weiter nordwärts am Botanischen Garten vorbei bis zum Stadtteil Piedmont Heights, wo die Piedmont Avenue zur Piedmont Road wird. Der Weg folgte weiterhin dem Straßenverlauf Richtung Norden. Nach ca. sechzehn Kilometern bog die Route nach Osten in die Peachtree Road ab. Kurz nach Kilometer zwanzig lag der Wendepunkt. Zurück ging es auf der Peachtree Road weiter nach Westen, die nach der Kreuzung mit der Piedmont Road nach Südwesten abbiegt und später zur Peachtree Street wird. Nördlich der Universität führte die Strecke weiter Richtung Osten bis zum Wiedererreichen der Capitol Avenue, auf der es zurück zum Stadion ging. Dort war noch eine dreiviertel Runde auf der Stadionbahn bis zum Ziel zu laufen.

## Ausgangssituation
Als Favoritinnen galten die amtierende Welt- und Europameisterin Maria Manuela Machado aus Portugal, die Deutsche Uta Pippig, die den Boston-Marathon von 1994 bis 1996 dreimal in Folge gewonnen hatte, die Kenianerin Tegla Loroupe, Gewinnerin des New-York-City-Marathon 1994 und 1995, die russische Olympiasiegerin von 1992 Walentina Jegorowa und die Silbermedaillengewinnerin von 1992 Yūko Arimori aus Japan.

## Ergebnis

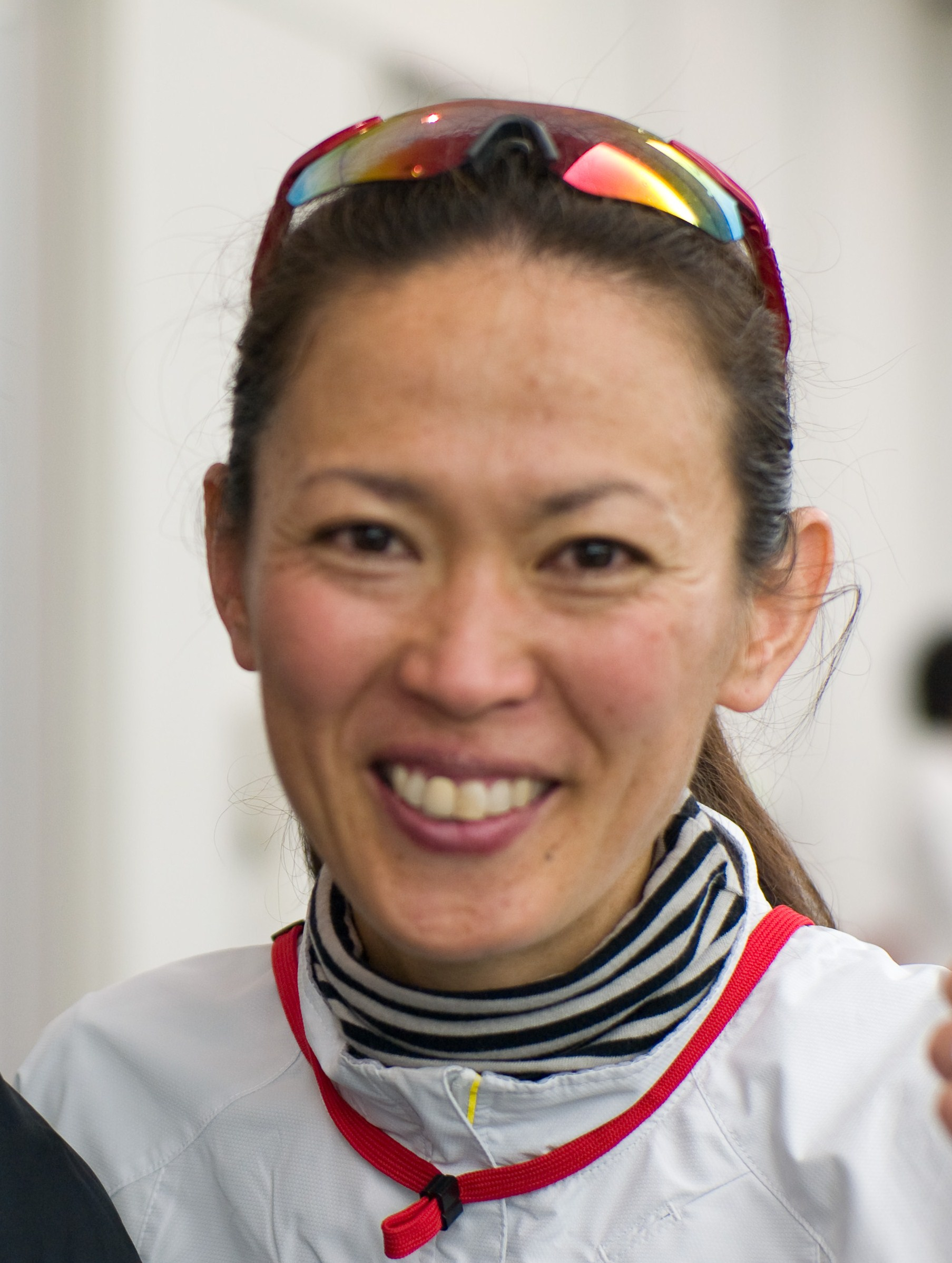
Bronzemedaillengewinnerin Yūko Arimori (hier im Jahr 2008)

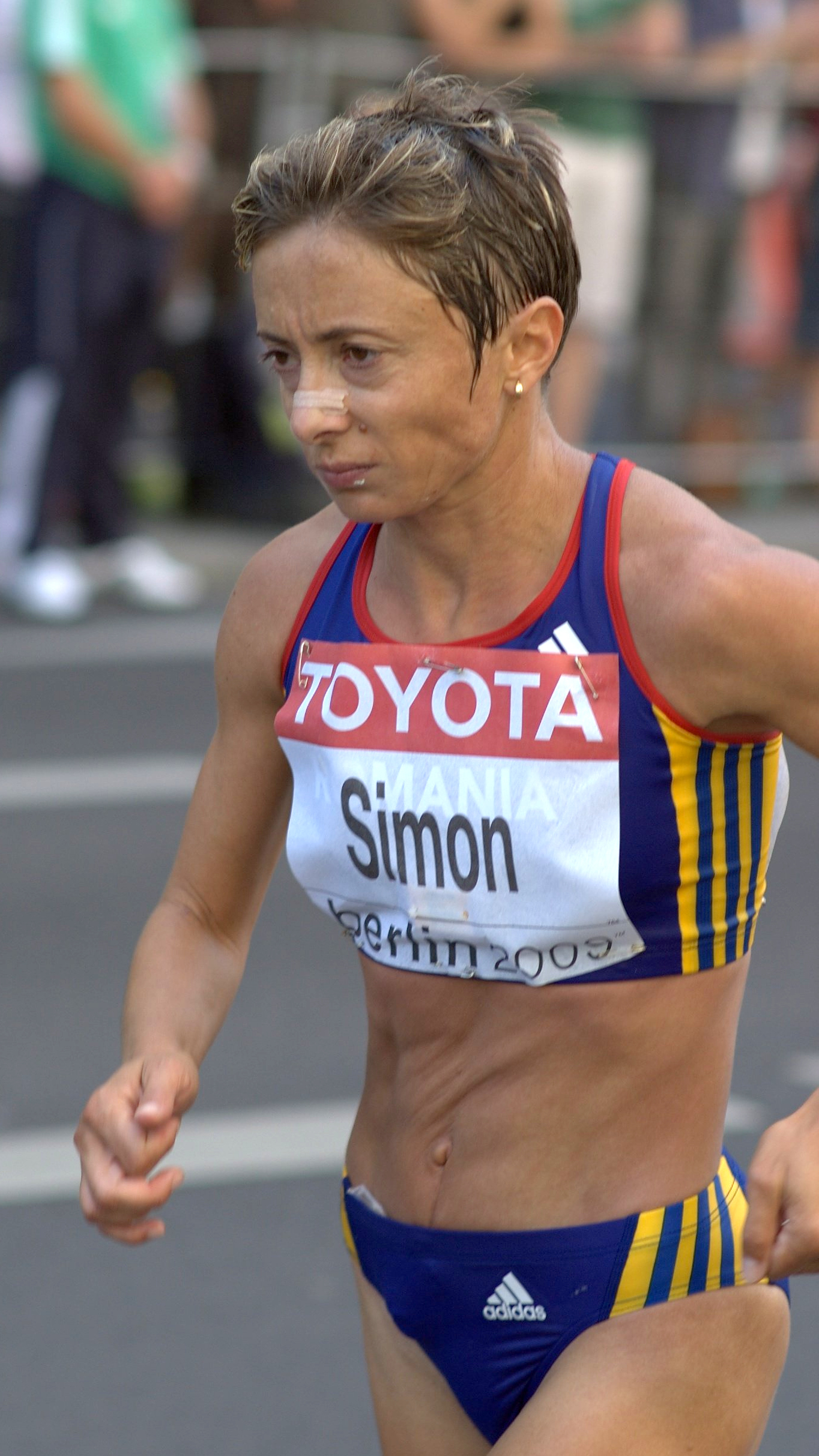
Die Olympiasechste Lidia Șimon

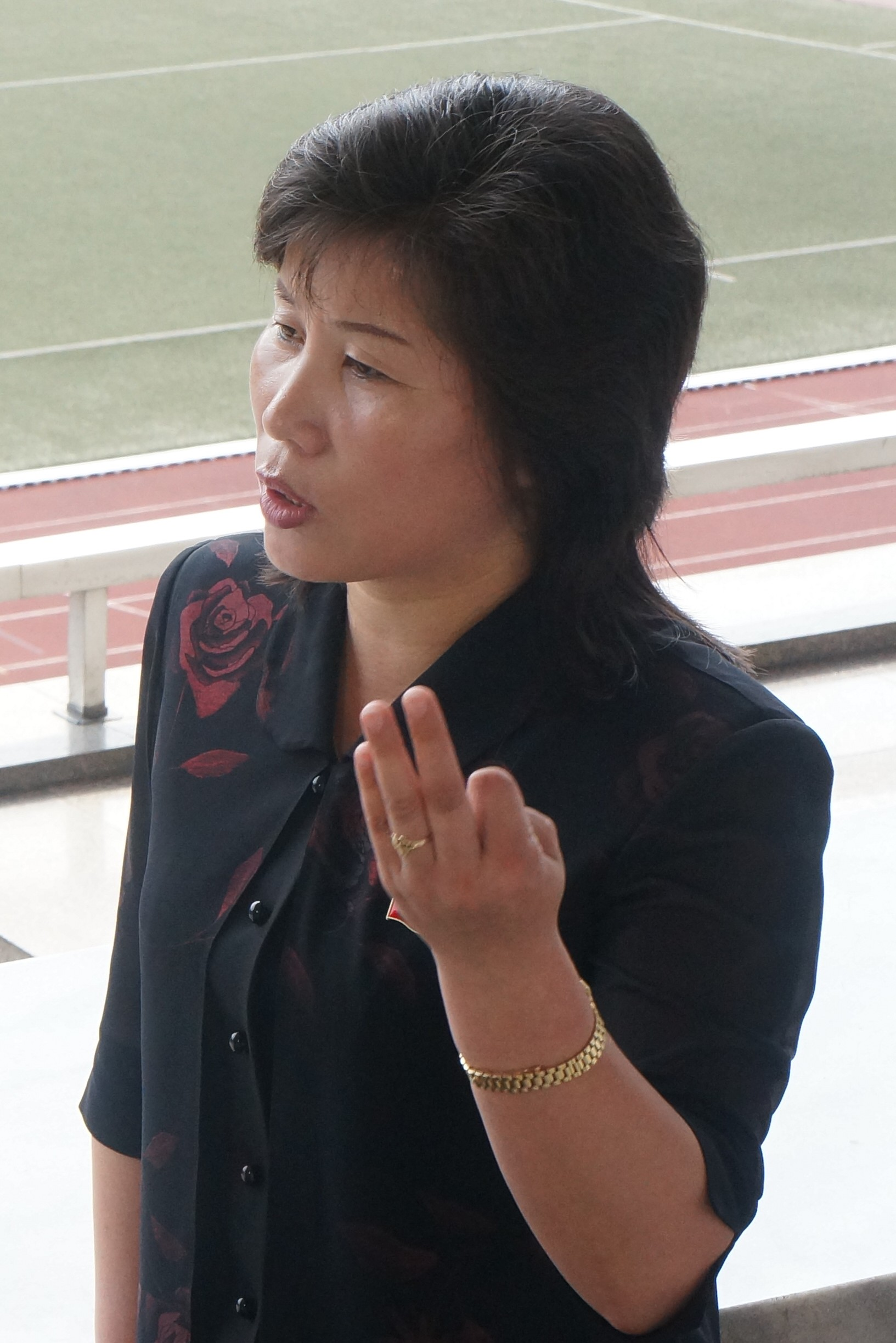
Jong Song-ok aus Nordkorea (Foto: 2014) belegte Rang zwanzig

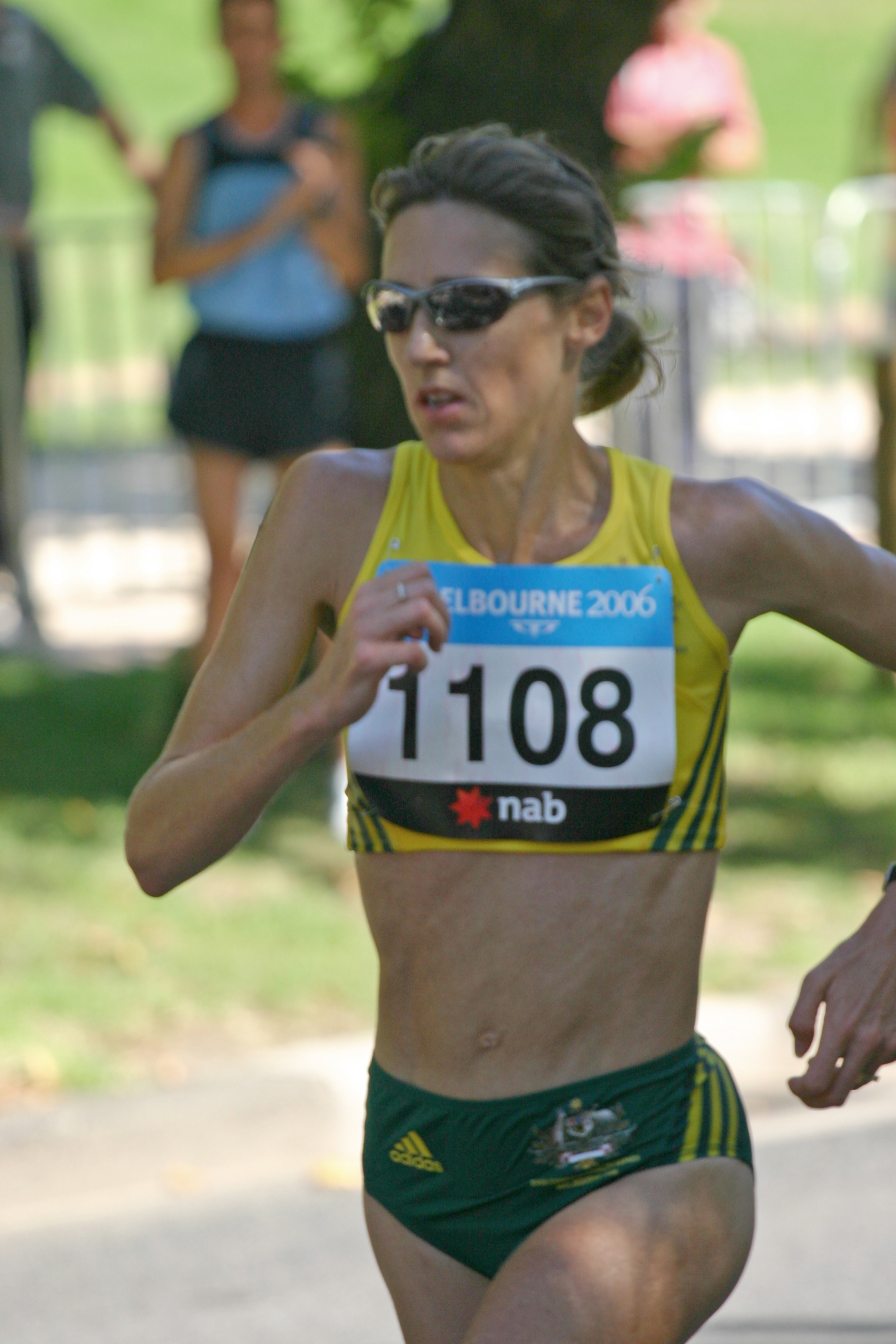
Kerryn McCann wurde 28.

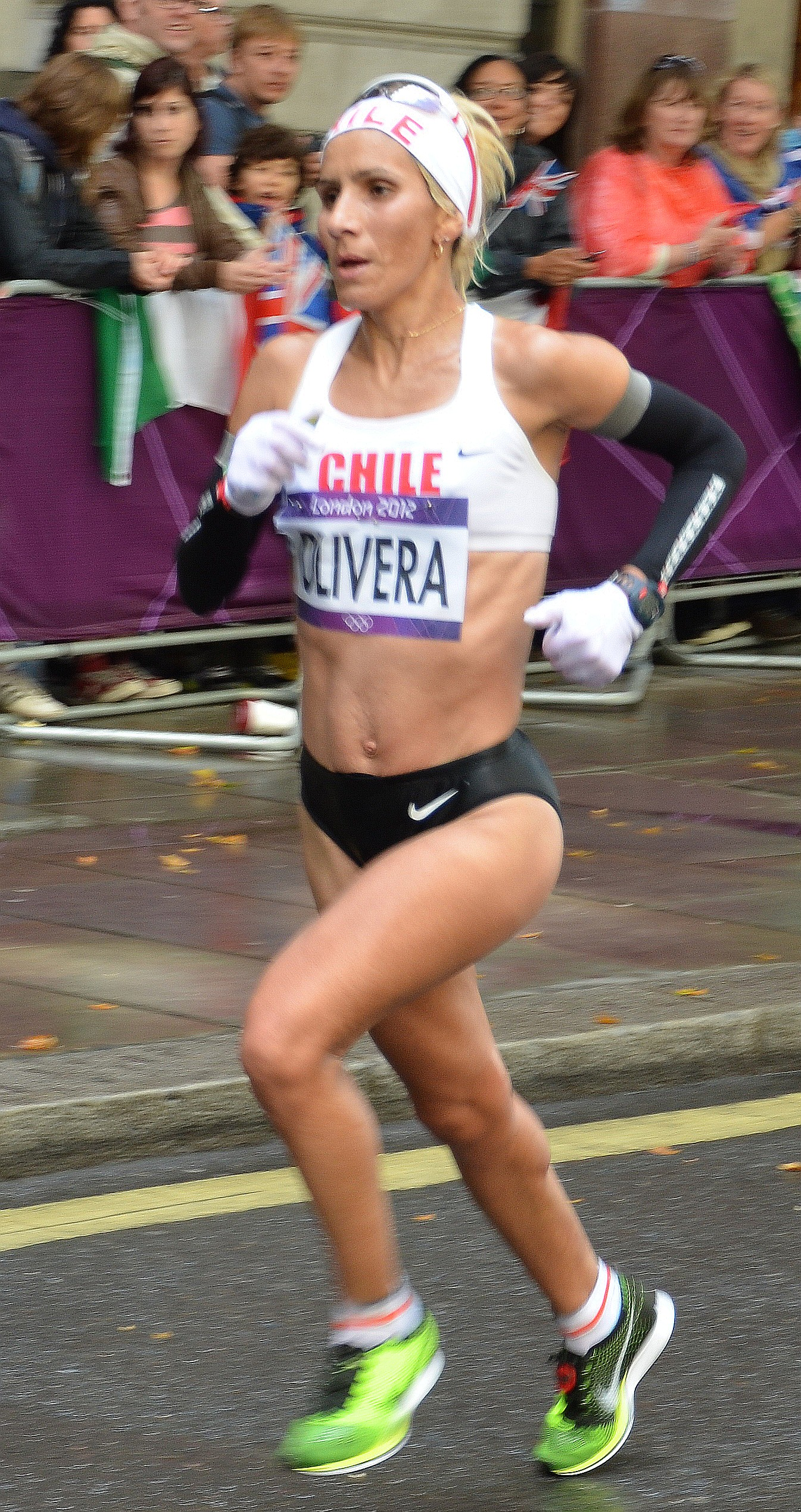
Érika Olivera kam auf Platz 37

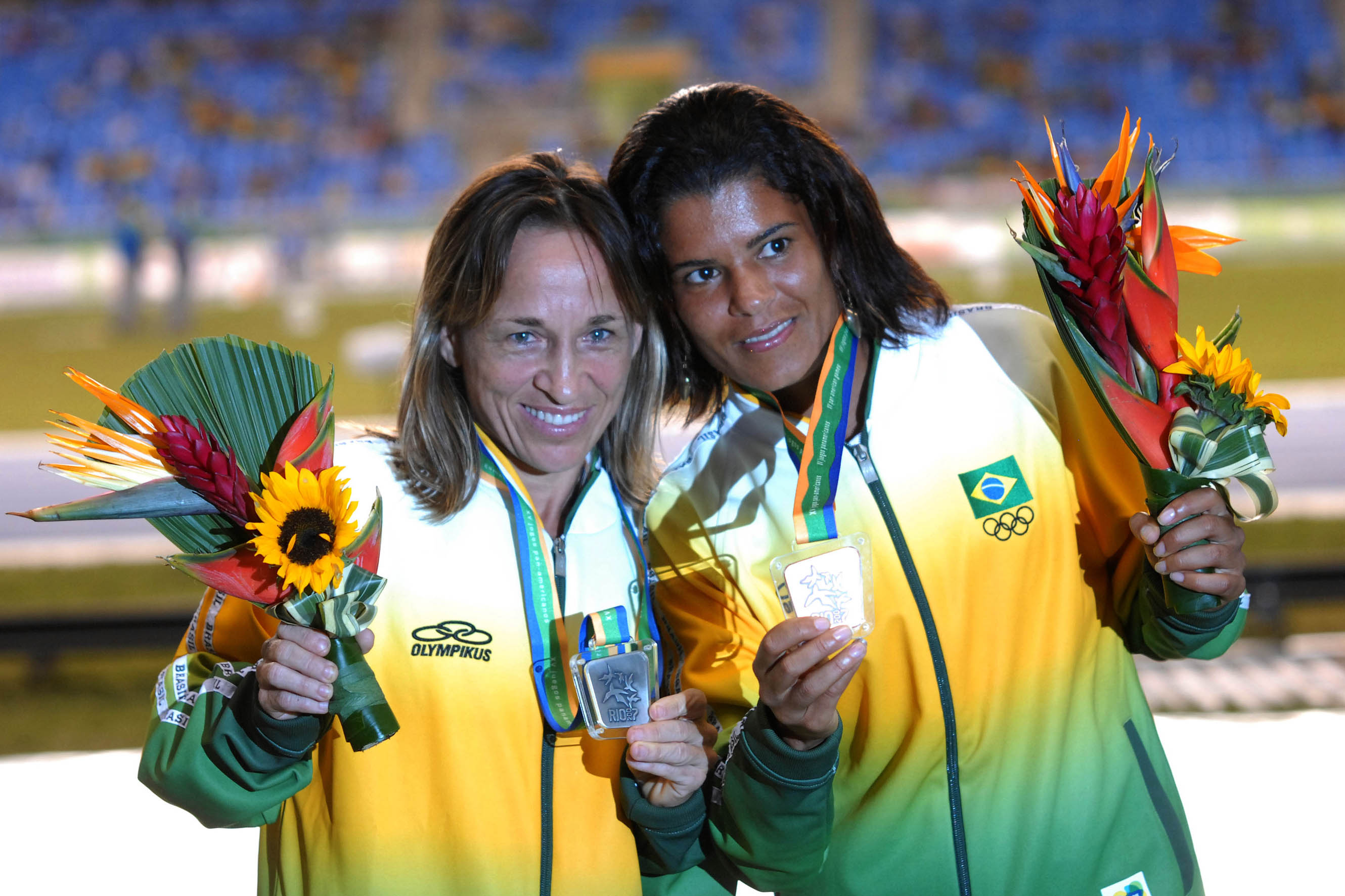
Márcia Narloch (links) – Rang 39

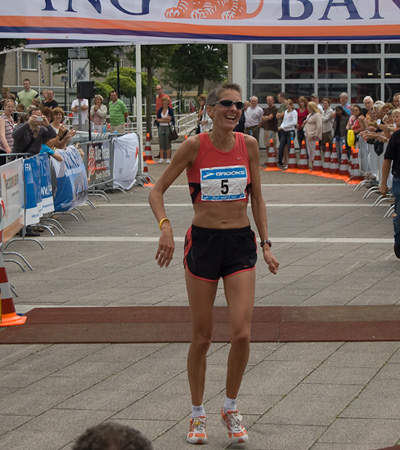
Anne van Schuppen kam als 41. ins Ziel

Datum: 28. Juli 1996, 7:05 Uhr (Ortszeit Atlanta (UTC−5))
| Zwischenzeiten      | Zwischenzeiten | Zwischenzeiten | Zwischenzeiten |
| Zwischenzeit- Marke | Zwischenzeit   | Führende       | 5-km-Zeit      |
| ------------------- | -------------- | -------------- | -------------- |
| 5 km                | 17:30 min      | Uta Pippig     | 17:30 min      |
| 10 km               | 34:09 min      | Uta Pippig     | 16:39 min      |
| 15 km               | 51:18 min      | Uta Pippig     | 16:09 min      |
| 20 km               | 1:08:31 h00    | Fatuma Roba    | 17:13 min      |
| 25 km               | 1:25:50 h00    | Fatuma Roba    | 17:19 min      |
| 30 km               | 1:42:57 h00    | Fatuma Roba    | 17:07 min      |
| 35 km               | 2:00:46 h00    | Fatuma Roba    | 17:49 min      |
| 40 km               | 2:18:40 h00    | Fatuma Roba    | 17:54 min      |

| Platz | Athletin                      | Land                | Zeit (h) |
| ----- | ----------------------------- | ------------------- | -------- |
| 1     | Fatuma Roba                   | Äthiopien           | 2:26:05  |
| 2     | Walentina Jegorowa            | Russland            | 2:28:05  |
| 3     | Yūko Arimori                  | Japan               | 2:28:39  |
| 04    | Katrin Dörre-Heinig           | Deutschland         | 2:28:45  |
| 05    | Rocío Ríos                    | Spanien             | 2:30:50  |
| 06    | Lidia Șimon                   | Rumänien            | 2:31:04  |
| 07    | Maria Manuela Machado         | Portugal            | 2:31:11  |
| 08    | Sonja Krolik                  | Deutschland         | 2:31:16  |
| 09    | Ren Xiujuan                   | Volksrepublik China | 2:31:21  |
| 10    | Anne Marie Lauck              | USA                 | 2:31:30  |
| 11    | Małgorzata Sobańska           | Polen               | 2:31:52  |
| 12    | Izumi Maki                    | Japan               | 2:32:35  |
| 13    | Ornella Ferrara               | Italien             | 2.33:09  |
| 14    | Mónica Pont                   | Spanien             | 2:33:27  |
| 15    | Angelina Kanana               | Kenia               | 2:34:19  |
| 16    | Liz McColgan                  | Großbritannien      | 2:34:30  |
| 17    | Junko Asari                   | Japan               | 2:34:31  |
| 18    | Franziska Rochat-Moser        | Schweiz             | 2:34:48  |
| 19    | Griselda González             | Argentinien         | 2:35:12  |
| 20    | Jong Song-ok                  | Nordkorea           | 2:35:31  |
| 21    | Irina Bogatschowa             | Kirgisistan         | 2:35:44  |
| 22    | Iglandini González            | Kolumbien           | 2:35:45  |
| 23    | Serap Aktaş                   | Türkei              | 2:36:14  |
| 24    | Alena Masouka                 | Belarus             | 2:36:22  |
| 25    | Marleen Renders               | Belgien             | 2:36:27  |
| 26    | Kim Chang-ok                  | Nordkorea           | 2:36:31  |
| 27    | Albertina Dias                | Portugal            | 2:36:39  |
| 28    | Kerryn McCann                 | Australien          | 2:36:41  |
| 29    | Aniela Nikiel                 | Polen               | 2:36:44  |
| 30    | Oh Mi-ja                      | Südkorea            | 2:36:54  |
| 31    | Linda Somers                  | USA                 | 2:36:58  |
| 32    | Danuta Bartoszek              | Kanada              | 2:37:06  |
| 33    | María del Carmen Díaz         | Mexiko              | 2:37:14  |
| 34    | Nelly Glauser                 | Schweiz             | 2:37:19  |
| 35    | Ramilja Burangulowa           | Russland            | 2:38:04  |
| 36    | Judit Nagy                    | Ungarn              | 2:38:43  |
| 37    | Érika Olivera                 | Chile               | 2:39:06  |
| 38    | Yvonne Danson                 | Singapur            | 2:39:18  |
| 39    | Márcia Narloch                | Brasilien           | 2:39:33  |
| 40    | Stefanija Statkuvienė         | Litauen             | 2:39:51  |
| 41    | Anne van Schuppen             | Niederlande         | 2:40:46  |
| 42    | Maria Polizou                 | Griechenland        | 2:41:33  |
| 43    | Maria Guadalupe Loma          | Mexiko              | 2:41:56  |
| 44    | Anuța Cătună                  | Rumänien            | 2:42:02  |
| 45    | Karen MacLeod                 | Großbritannien      | 2:41:08  |
| 46    | Lorraine Moller               | Neuseeland          | 2:41:21  |
| 47    | Albertina Machado             | Portugal            | 2:43:44  |
| 48    | Anita Håkenstad               | Norwegen            | 2:43:58  |
| 49    | Ana Isabel Alonso             | Spanien             | 2:44:12  |
| 50    | Natalja Galuschko             | Belarus             | 2:44:21  |
| 51    | Adriana Fernández             | Mexiko              | 2:44:23  |
| 52    | May Allison                   | Kanada              | 2:44:38  |
| 53    | Helena Javornik               | Slowenien           | 2:46:58  |
| 54    | Marilu Salazar                | Peru                | 2:48:58  |
| 55    | Suzana Ćirić                  | BR Jugoslawien      | 2:49:30  |
| 56    | Nadia Prasad                  | Frankreich          | 2:50:05  |
| 57    | Suzanne Malaxos               | Australien          | 2:50:46  |
| 58    | Suzanne Rigg                  | Großbritannien      | 2:52:09  |
| 59    | Elizabeth Mongudhi            | Namibia             | 2:56:19  |
| 60    | Solange de Souza              | Brasilien           | 2:56:23  |
| 61    | Gulsara Dodobojewa            | Tadschikistan       | 3:09:08  |
| 62    | Bimala Ranamagar              | Nepal               | 3:16:19  |
| 63    | Erchemsaichany Dawaadschargal | Mongolei            | 3:19:06  |
| 64    | Sirivanh Khetavong            | Laos                | 3:25:16  |
| 65    | Marie Benito                  | Guam                | 3:27:28  |
| DNF   | Madina Biktagirowa            | Belarus             |          |
| DNF   | Joyce Chepchumba              | Kenia               |          |
| DNF   | Selina Chirchir               | Kenia               |          |
| DNF   | Maria Curatolo                | Italien             |          |
| DNF   | Carmem de Oliveira            | Brasilien           |          |
| DNF   | Carol Galea                   | Malta               |          |
| DNF   | Kamila Gradus                 | Polen               |          |
| DNF   | Kang Soon-duk                 | Südkorea            |          |
| DNF   | Gitte Karlshøj                | Dänemark            |          |
| DNF   | Ljubow Klotschko              | Ukraine             |          |
| DNF   | Lee Mi-kyung                  | Südkorea            |          |
| DNF   | Elana Meyer                   | Südafrika           |          |
| DNF   | Lisa Ondieki                  | Australien          |          |
| DNF   | Uta Pippig                    | Deutschland         |          |
| DNF   | Cristina Pomacu               | Rumänien            |          |
| DNF   | Kirsi Rauta                   | Finnland            |          |
| DNF   | Jane Salumäe                  | Estland             |          |
| DNF   | Alla Schiljajewa              | Russland            |          |
| DNF   | Jenny Spangler                | USA                 |          |
| DNF   | Martha Tenorio                | Ecuador             |          |
| DNF   | Maura Viceconte               | Italien             |          |

## Rennverlauf
Um die Teilnehmerinnen vor der größten Sommerhitze zu schützen, wurde das Rennen schon um 7:05 Uhr Ortszeit gestartet. Pippig führte das Feld in einem für diese Verhältnisse eigentlich zu hohen Tempo früh an und hatte nach fünf Kilometern schon dreizehn Sekunden Vorsprung. Bei Kilometer zehn war die Distanz auf 28 Sekunden angewachsen. Nach weiteren zehn Kilometern konnte Pippig ihr hohes Tempo nicht mehr halten und wurde von der Äthiopierin Fatuma Roba eingeholt, auch Jegorowa konnte zu Pippig aufschließen und an ihr vorbeiziehen. Es folgten Machado, Arimori und die Rumänin Lidia Șimon. Kurze Zeit später stieg Pippig aus dem Rennen aus. Roba zog nun das von ihr gewählte Tempo leicht an und hatte fünf Kilometer später einen Abstand von 28 Sekunden auf ihre Verfolgerinnen herausgelaufen. Sie baute ihre Führung immer weiter aus und hatte im Ziel zwei Minuten Vorsprung. So wurde Fatuma Roba Olympiasiegerin vor Walentina Jegorowa. Yūko Arimori kam als Dritte ins Ziel, sie fügte ihrer Silbermedaille von den Spielen 1992 nun Bronze hinzu. Die stark aufgekommene Deutsche Katrin Dörre-Heinig kam sechs Sekunden hinter Arimori ins Ziel. 2:05 Minuten nach der Deutschen belegte die Spanierin Ricío Ríos Rang fünf. Sie hatte vierzehn Sekunden vor der sechstplatzierten Lidia Șimon. Manuela Machado wurde Siebte vor der dritten deutschen Teilnehmerin Sonja Krolik, später bekannt als Sonja Oberem. Mitfavoritin Tegla Loroupe kam auf Rang fünfzehn.

## Inoffizielle Teilnehmerinnen
Valentina Enachi aus Moldawien lief eine Zeit von 2:41:30 h, Virginie Gloum aus der Zentralafrikanischen Republik erreichte das Ziel nach geschätzten 3:33:00 h. Da sowohl bei der Anmeldung von Enachi als auch von Gloum später formale Fehler beanstandet wurden, fanden beide Ergebnisse keine Anerkennung. Beide Athletinnen wurden aus der Ergebnisliste gestrichen. Enachi hatte ursprünglich Platz 42 erreicht, Gloum war als Letzte ins Ziel gekommen.

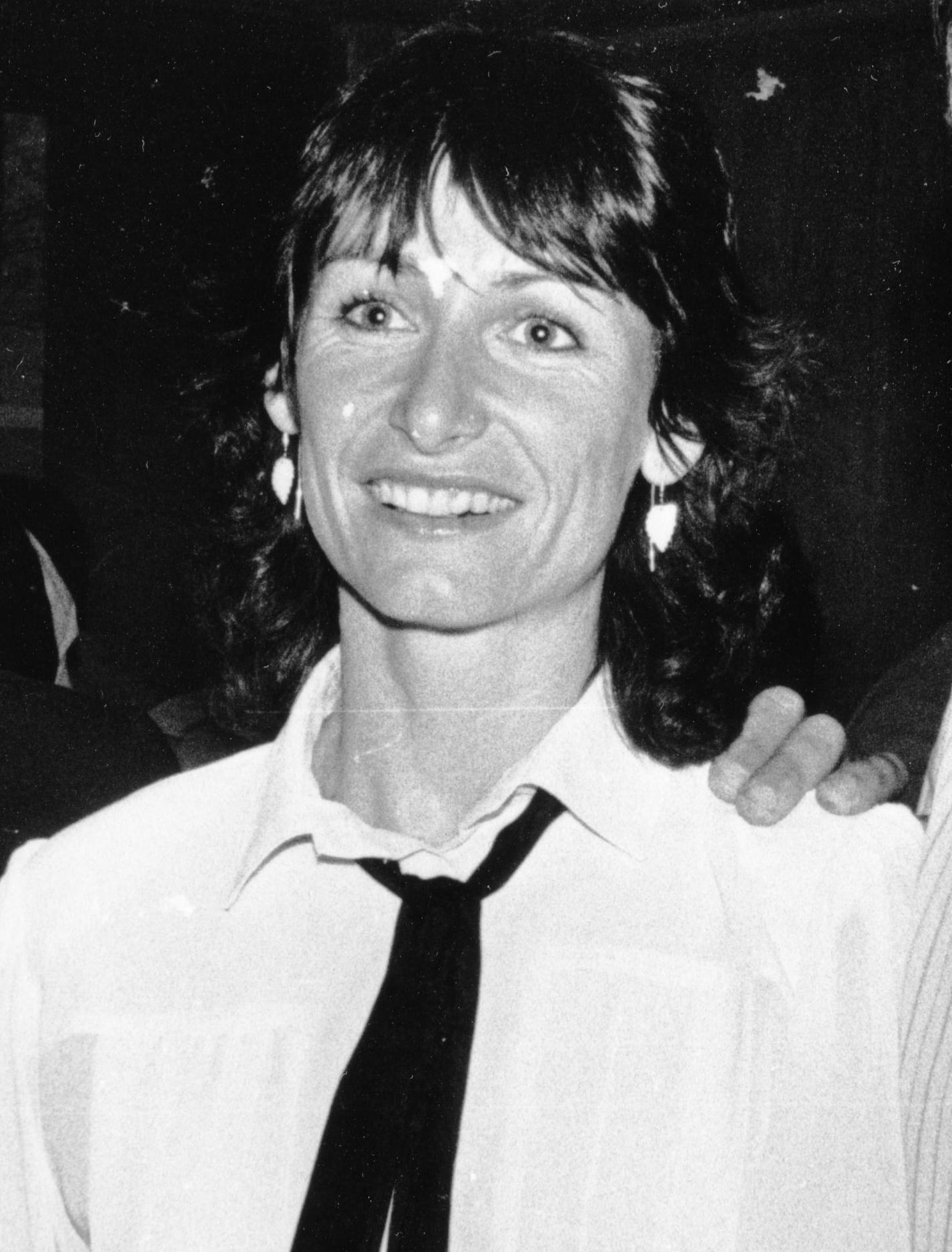
Lorraine Moller – Rang 46
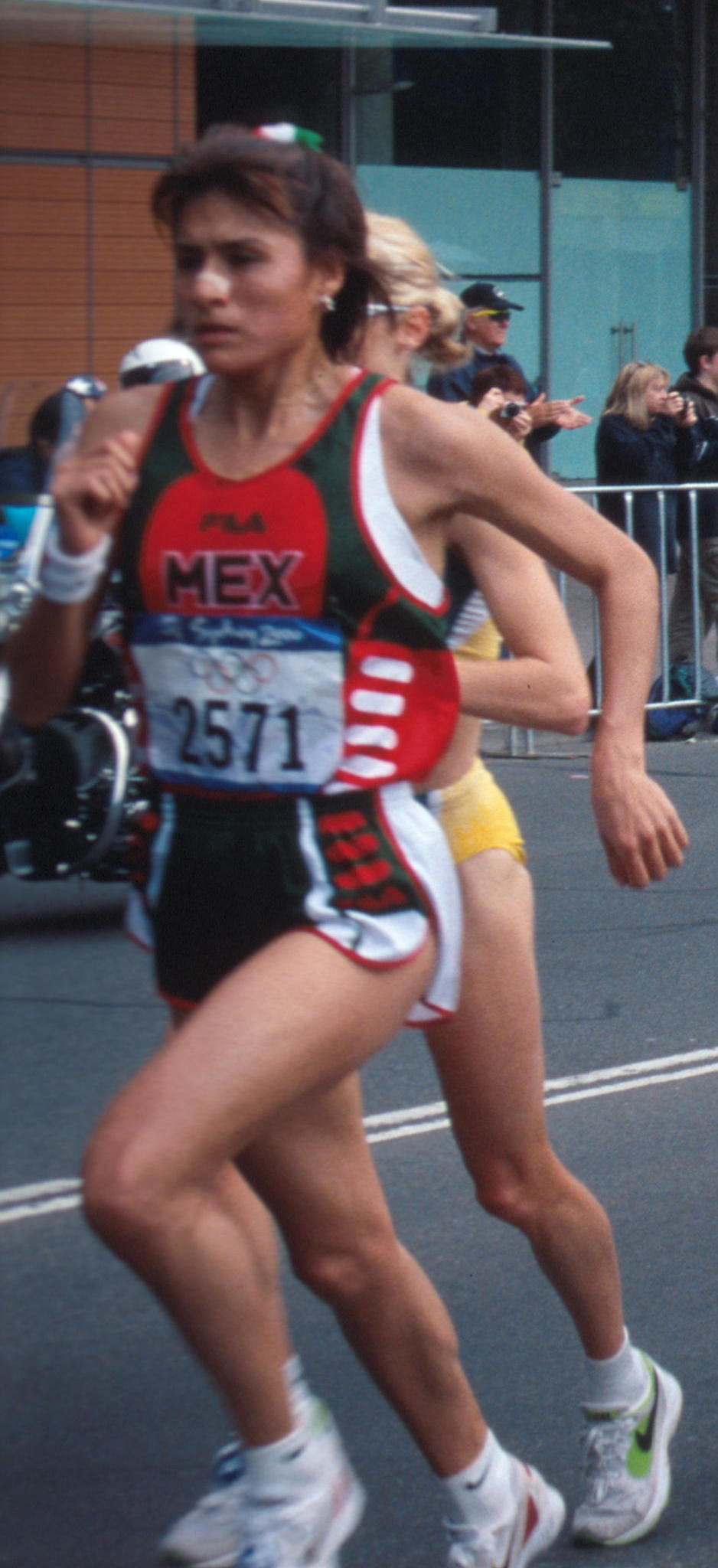
Adriana Fernández – Rang 51
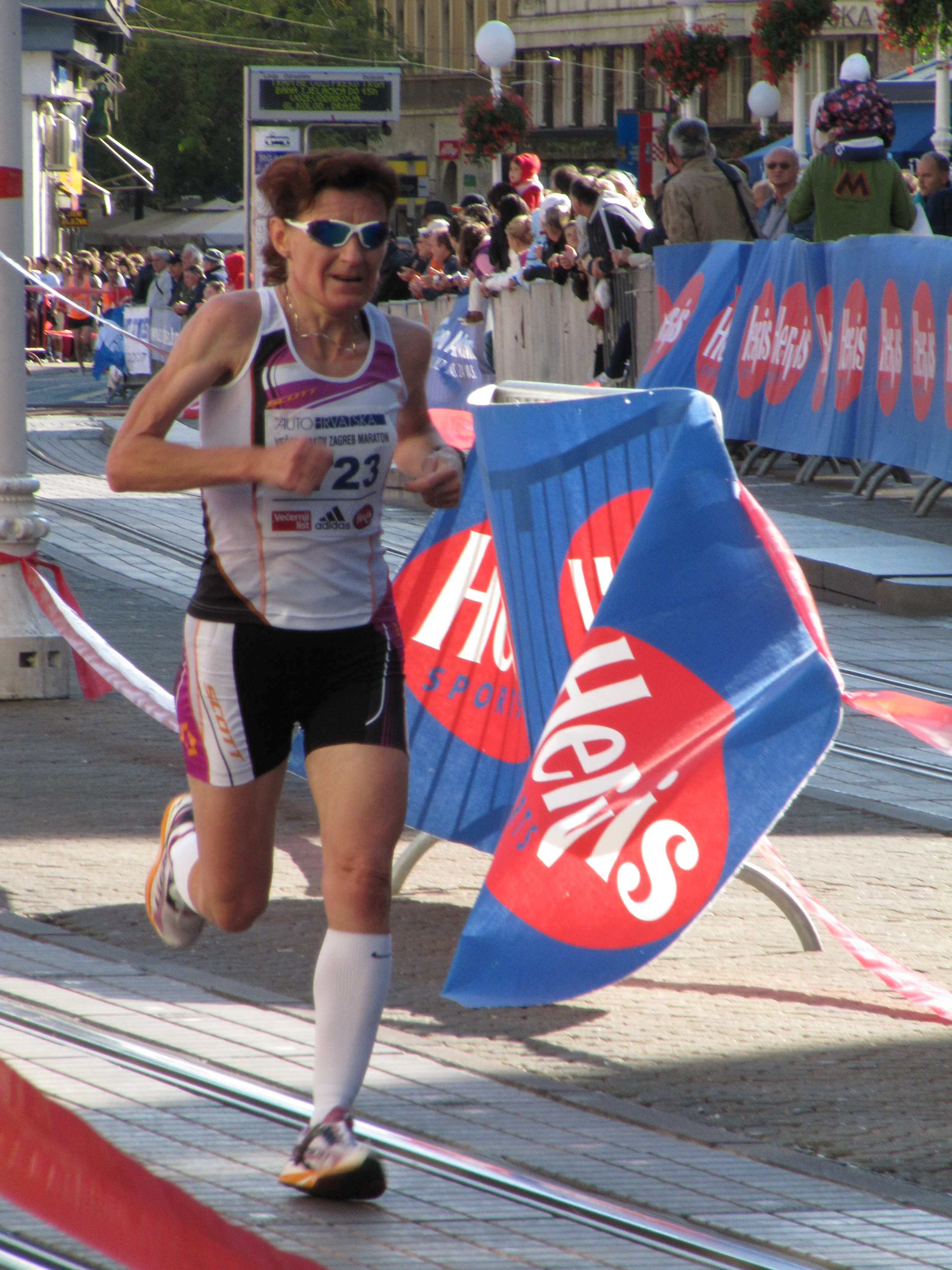
Helena Javornik – Rang 53
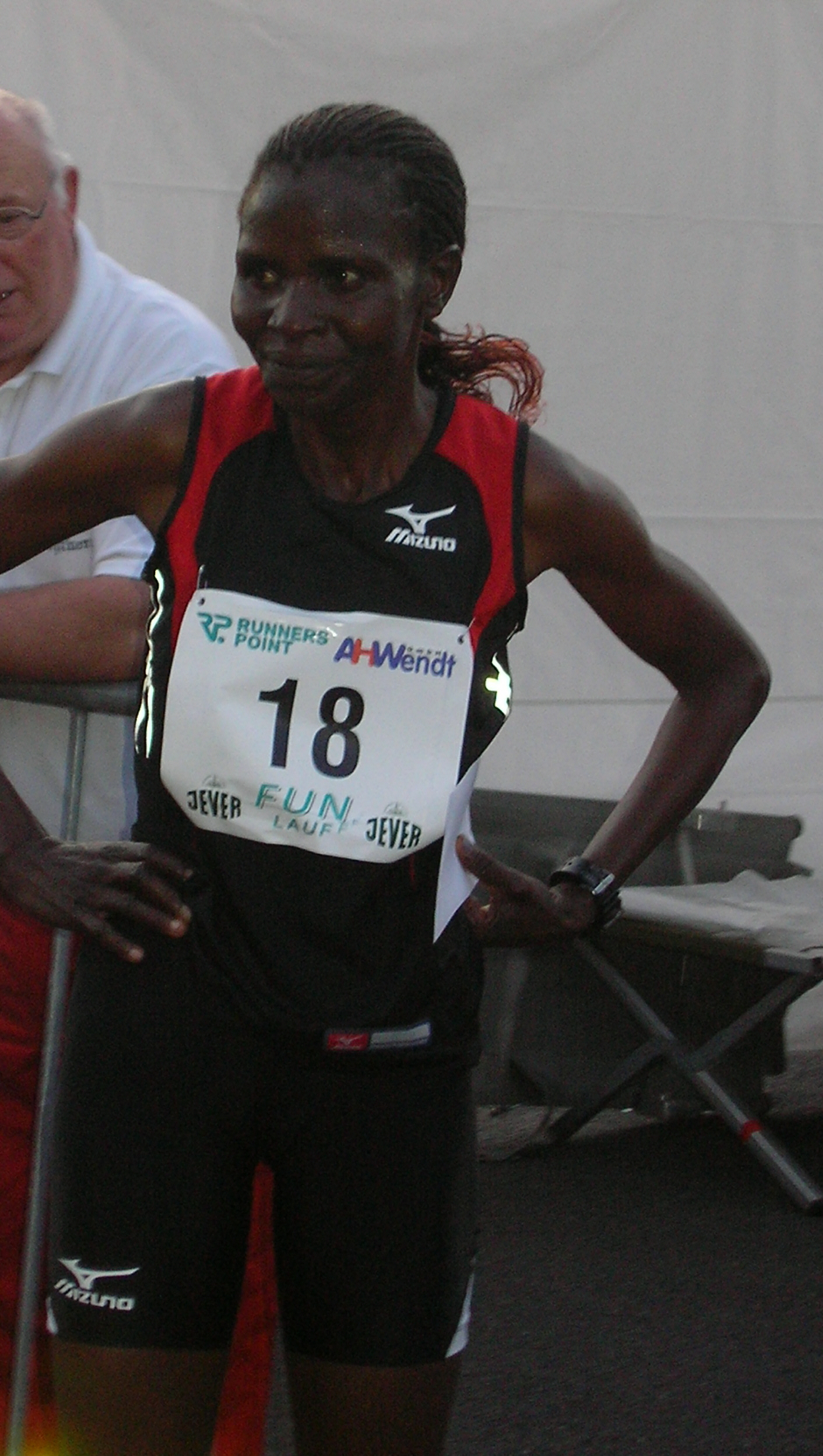
Joyce Chepchumba gab das Rennen auf
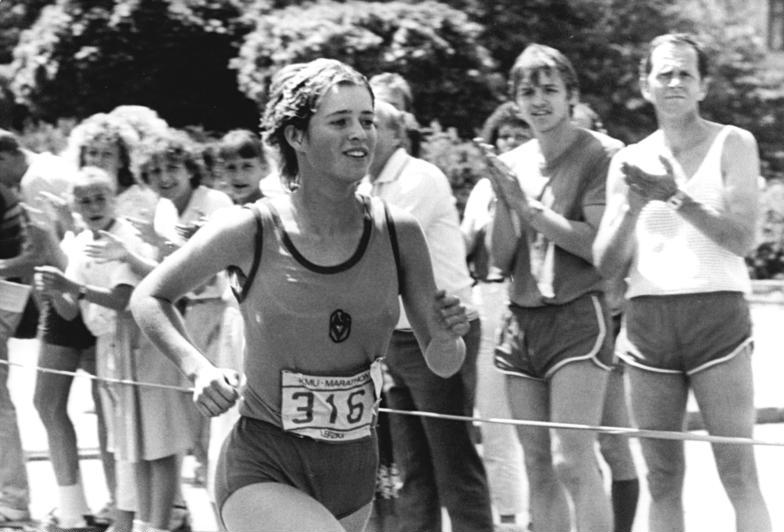
Uta Pippig beendete das Rennen vorzeitig
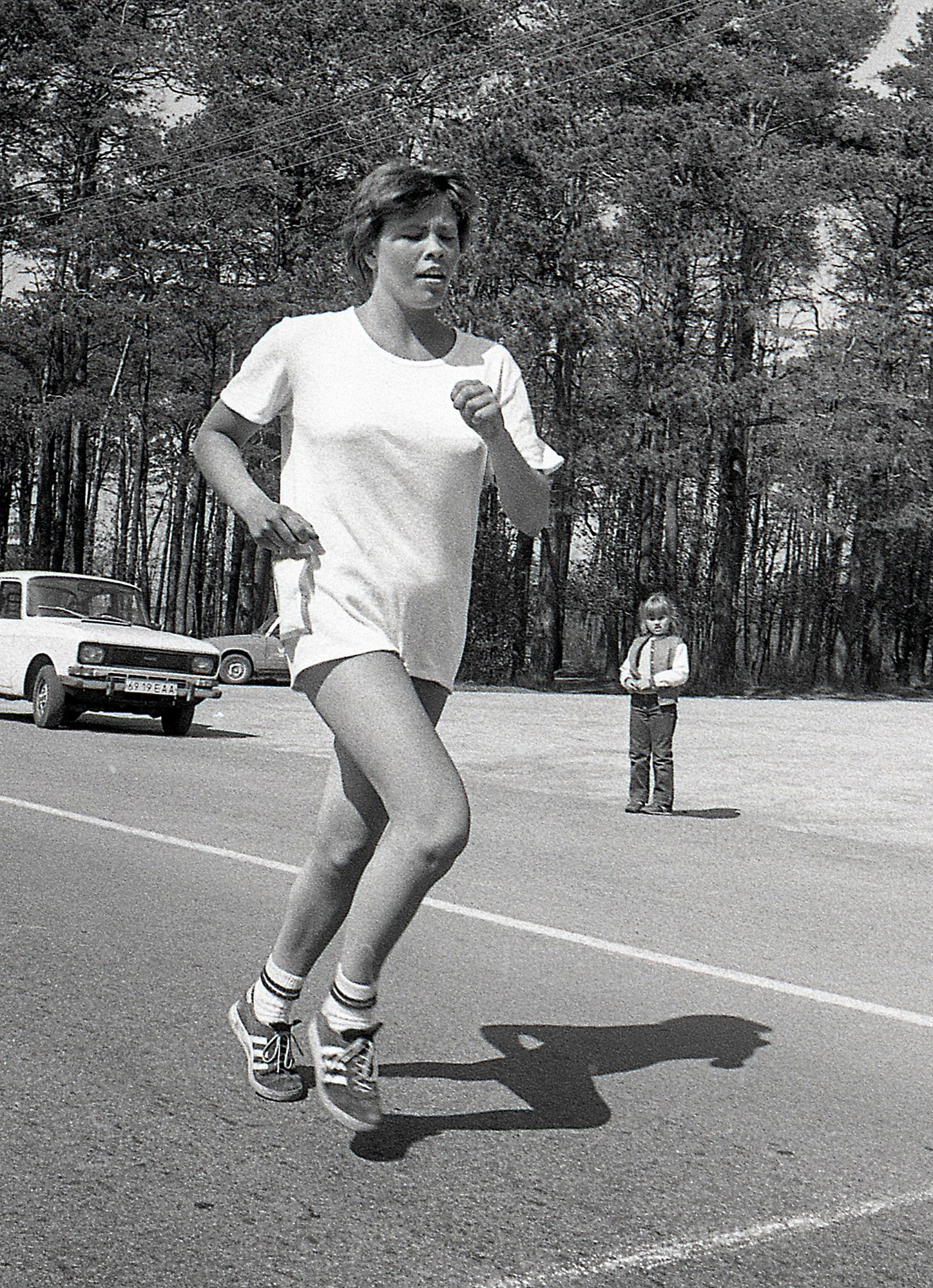
Jane Salumäe – Rennen vorzeitig beendet
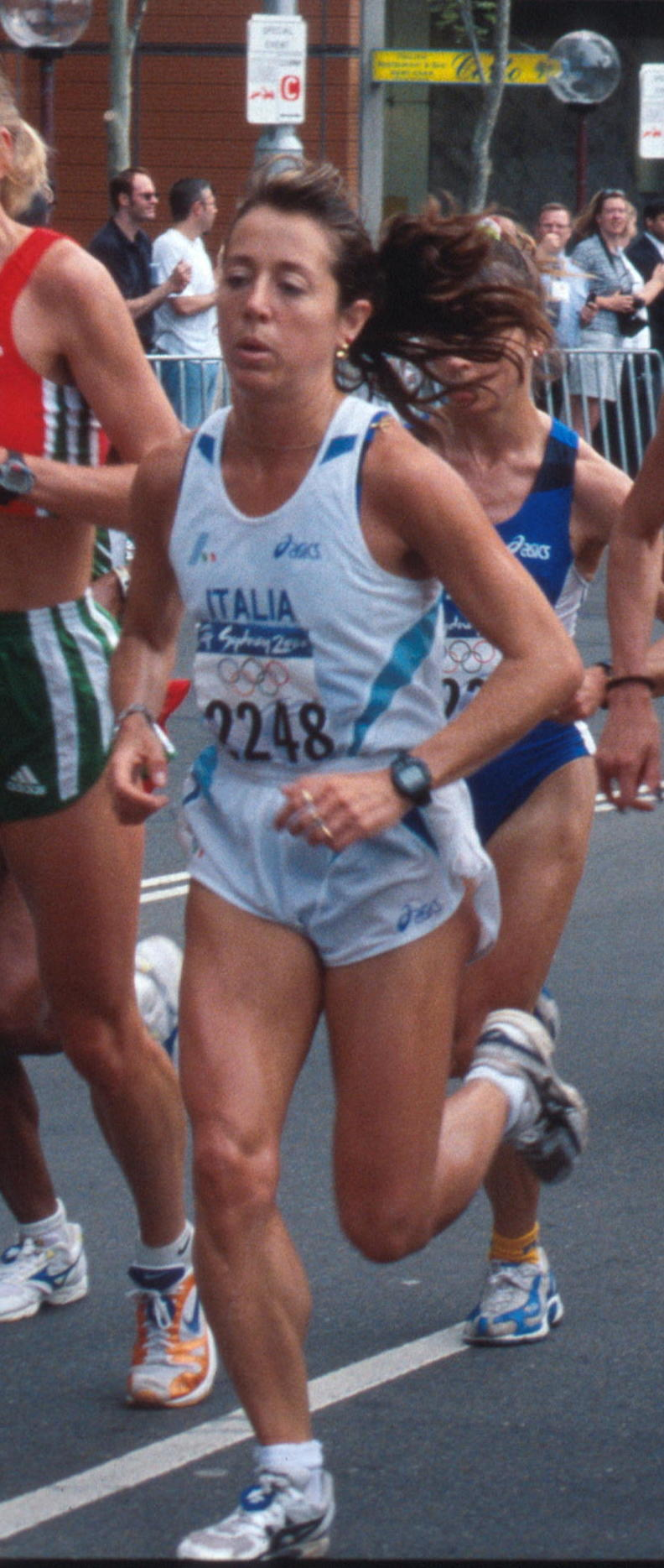
Maura Viceconte – Rennen vorzeitig beendet

## Video
- 6493 Olympic 1996 Medal Ceremony Marathon Women, youtube.com, abgerufen am 14. Januar 2022